# Amfibolit

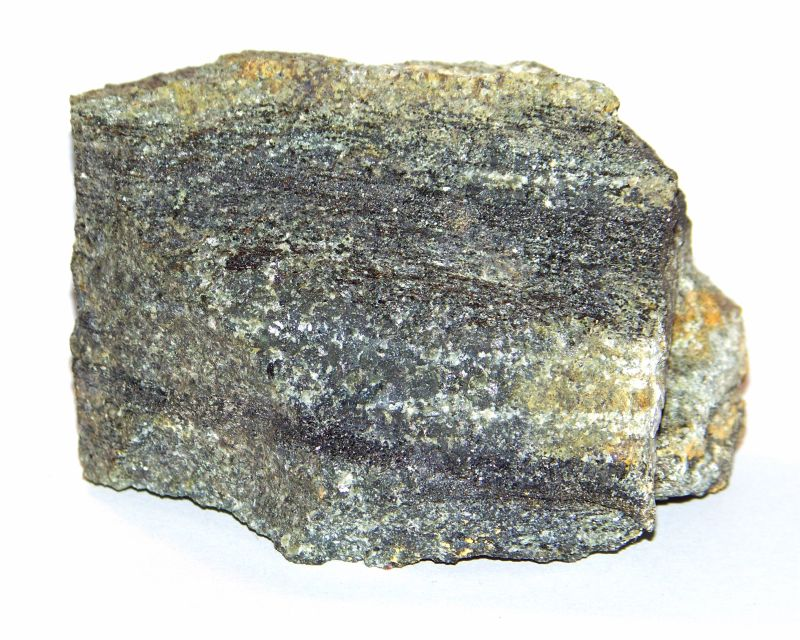
Amfibolit masywny z widocznymi laminami biotytowymi. Najprawdopodobniej to ortoamfibolit. Znaleziony jako eratyk pod Grzywami Korzeczkowskimi w Górach Świętokrzyskich.

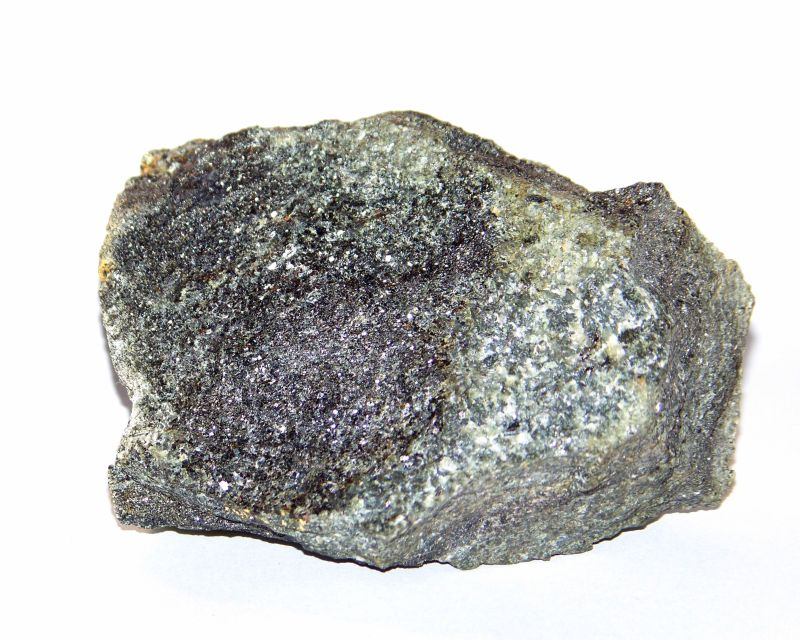
Amfibolit z widoczną lamina biotytową (czarna).

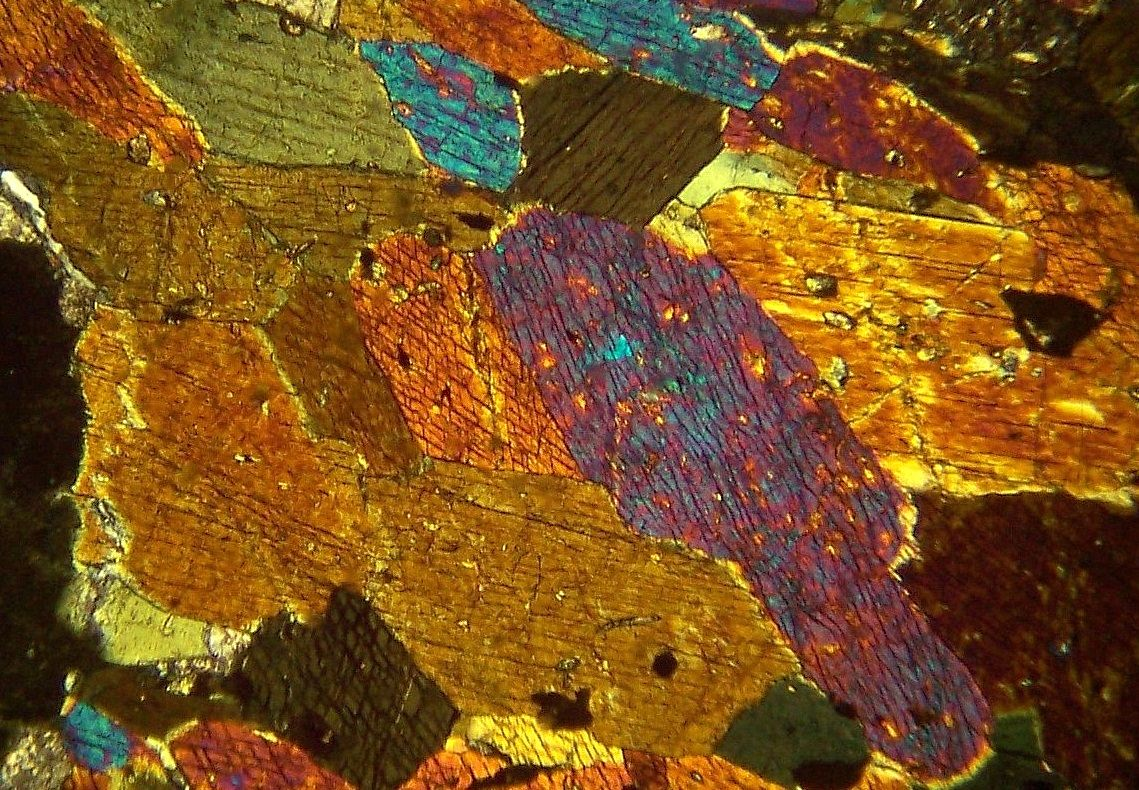
Amfibolit – obraz mikroskopowy przy skrzyżowanych nikolach. Na zdjęciu widoczne mniej więcej laminarnie ułożone kryształy hornblendy.

Amfibolit – skała metamorficzna barwy ciemnozielonej lub ciemnoszarej, masywna i bardzo zwięzła.

## Skład mineralny
Głównymi minerałami amfibolitów są amfibole (głównie hornblenda, choć zdarza się gedryt, a w skałach bogatszych w żelazo występuje cummingtonit) i plagioklazy. Poza tym w skład mineralogiczny amfibolitów wchodzi kwarc, epidot, zoisyt, granaty, biotyt, kordieryt, andaluzyt, sillimanit, turmaliny, tytanit, ilmenit i pirokseny. Skład plagioklazów obejmuje de facto całe możliwe spectrum, niemniej jednak stabilniejsze są te bogatsze w człon albitowy, gdyż zwiększenie zawartości wapnia (np. labrador i bytownit) powoduje ich rozpad i zastępowanie epidotem lub albitem.
Amfibolity epidotowo-plagioklazowe składają się z hornblendy oraz równych ilości epidotu i plagioklazu. W amfibolitach epidotowo-albitowych cały plagioklaz został zastąpiony przez albit i epidot.

## Struktura
Najczęściej amfibolity odznaczają się strukturą średnio- i drobnoblastyczną, czasami porfiroblastyczną. Mikrostruktura jest najczęściej nematoblastyczna, czasami grano-nematoblasyczna, granoblastyczna lub diablastyczna.

## Tekstura
Tekstura amfibolitów w przeważającej części jest w miarę uporządkowana, a uporządkowanie te polega na subtelnym ułożeniu słupków hornblendy i innych amfiboli. W amfibolitach możemy mieć do czynienia zarówno z foliacją jak i laminacją. Rzadziej spotyka się teksturę bezkierunkową. Istnieją odmiany amfibolitów ubogie w skalenie o wyraźnej laminowanej teksturze i zwykle wyraźnej foliacji – skały te nazywa się łupkami amfibolitowymi.

## Barwa
Amfibolity są najczęściej barwy ciemnozielonej, ciemnoszarej, czarnej lub brunatnawej, czasami pstrej, powstałej w wyniku wietrzenia.

## Podział
Ze względu na pochodzenie amfibolity dzielą się na:
- ortoamfibolity
- paraamfibolity
- amfibolity metasomatyczne

### Ortoamfibolity
Powstają w wyniku metamorfizmu w warunkach facji amfibolitowej zasadowych skał plutonicznych jak gabra, dioryty i diabazy oraz metamorfizmu progresywnego skał wulkanicznych jak bazalty, andezyty i spility. Amfibolityzacji ulegać mogą także tufy i tufity. Są również częste w facjach metamorfizmu kontaktowego jak facja hornblendowo-hornfelsowa.

### Paraamfibolity
Powstają głównie w wyniku progresywnego lub kontaktowego metamorfizmu skał marglistych i dolomitycznych.

### Amfibolity metasomatyczne
Występują zazwyczaj lokalnie, i charakteryzują się małym rozprzestrzenieniem. Metamorfizm metasomatyczny, powodujący amfibolityzację skał różni się zasadniczo od poprzednich zarówno typem procesu jak i protolitem. Metasomatoza może obejmować marmury doprowadzając do nich magnez i żelazo w wyniku infiltracji. Mogą powstawać w wyniku ultrametamorfizmu również z doprowadzeniem Mg, Fe i czasami Na.
Innym powodem jest wymiana chemiczna skał kontaktujących ze sobą, a różniących się znacznie składem, np.:
- serpentynity i gnejsy,
- węglany i gnejsy,
- skały węglanowe i granitoidy,
- łupki łyszczykowe i skały węglanowe,
- granodioryty biotytowe i żyły kwarcowo-albitowe.

### Odróżnianie
Najpewniejszą metodą odróżniającą orto- od paraamfibolitów jest określenie ich pozycji litologicznej oraz charakteru petrograficznego skał otaczających dany amfibolit. Ponadto wykonuje się analizy petrograficzne i geochemiczne.
- Występowanie w amfibolitach niezgodnych żyłek, reliktów minerałów magmowych i stopniowe przejścia w stropie i spągu do skał magmowych świadczą o ich pochodzeniu jako ortoamfibolitów.
- Występowanie w postaci równoległych wkładek w skałach osadowych, obecność grafitu lub relikty struktur sedymentacyjnych jednoznacznie wskazują na paraamfibolity.
- Gdy amfibolit występuje na styku dwóch odmiennie petrograficznych skał oraz obserwowane pod mikroskopem zmiany metasomatyczne wskazują na ich metasomatyczne pochodzenie.

## Skały przejściowe

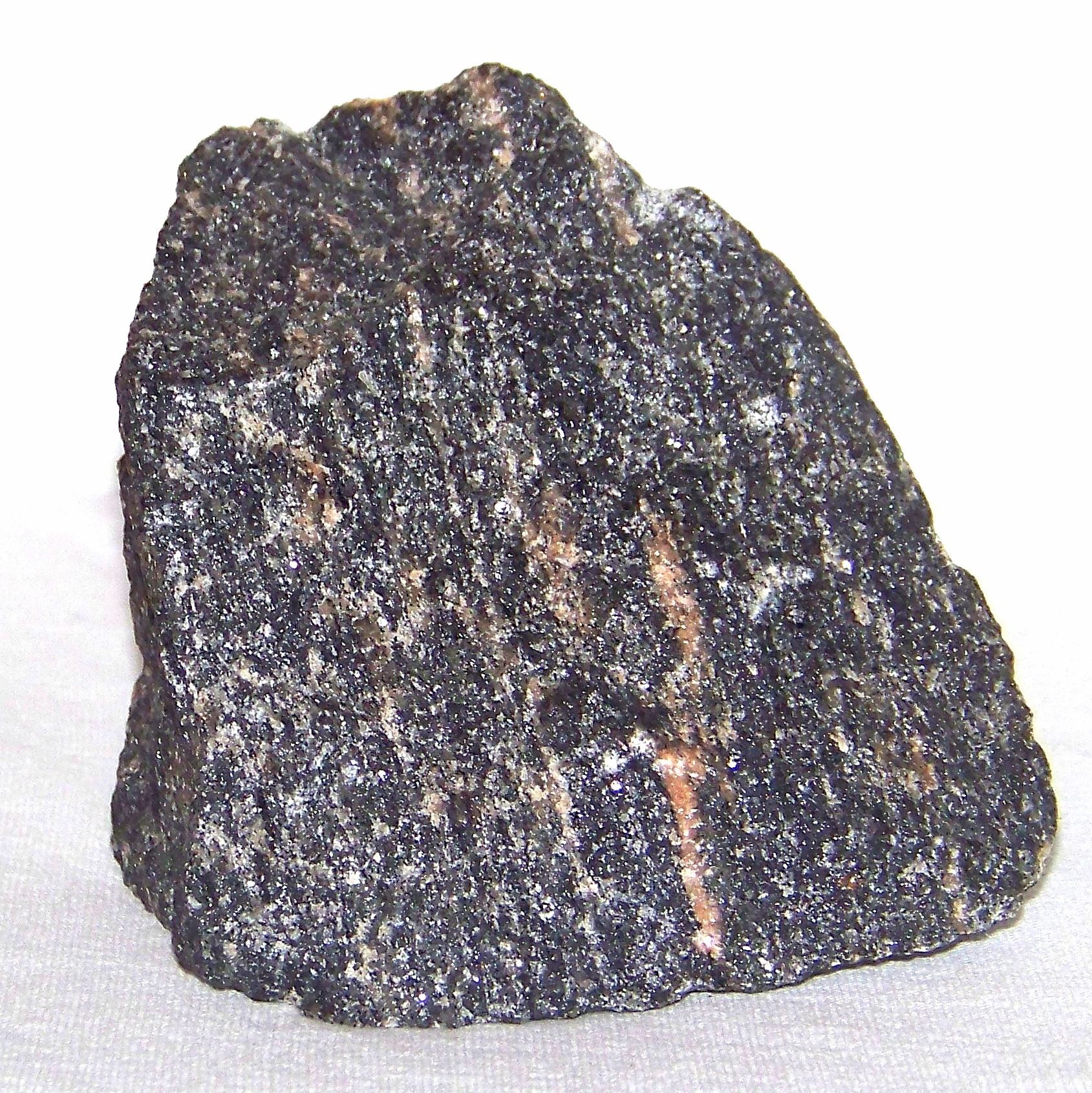
Gnejs amfibolitowy

Przejścia amfibolitów w inne skały metamorficzne są trudne do precyzyjnego wyznaczania. Przy 30% objętościowych minerałów ciemnych przechodzą one w gnejsy amfibolowe, a za pośrednictwem amfibolitów biotytowych w łupki biotytowe. Tworzą także ciągłe przejścia do granulitów i eklogitów.

## Występowanie

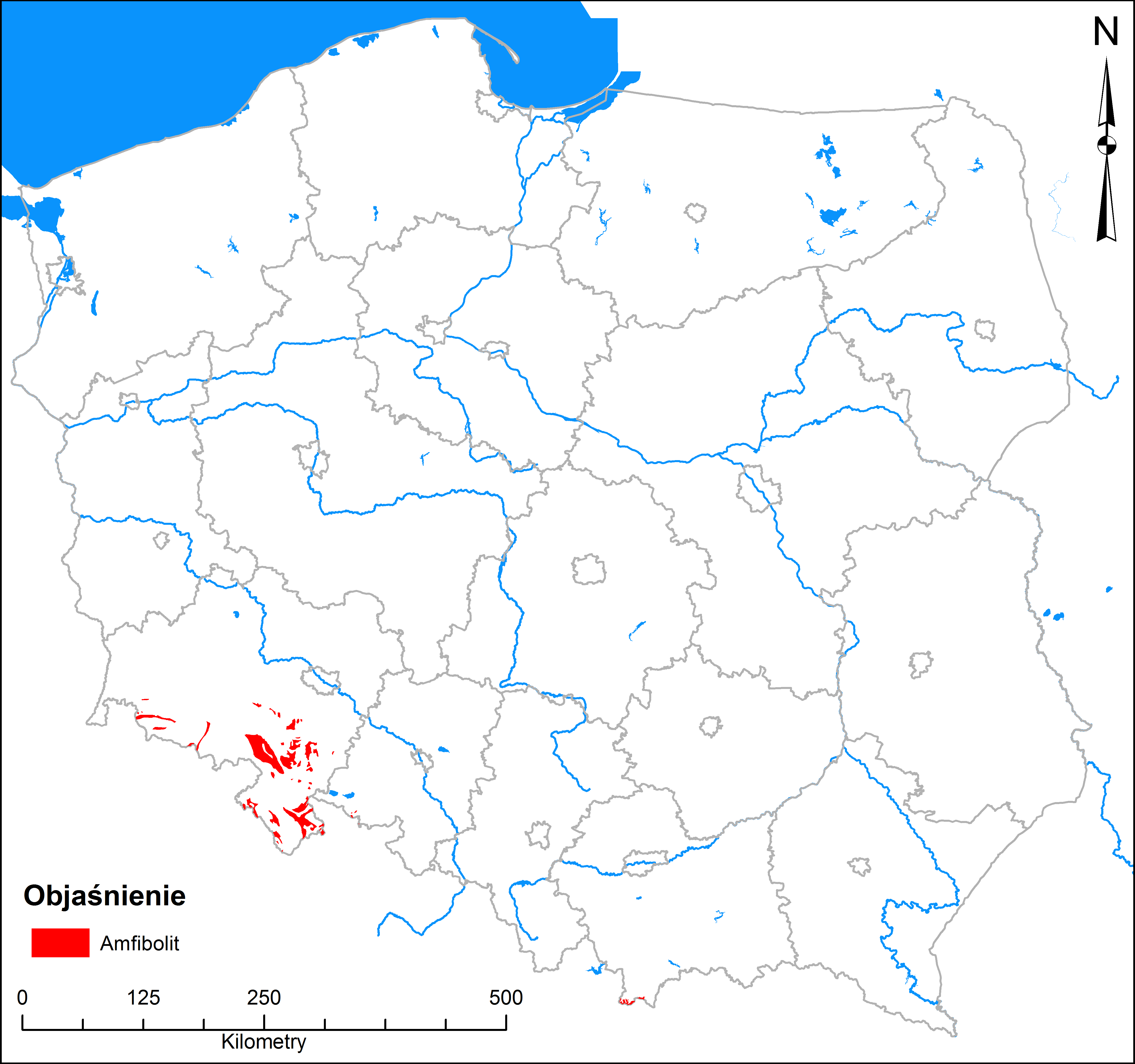
Złoża amfibolitu w Polsce

Jest to bardzo rozpowszechniona skała metamorficzna w Polsce. Występuje w Sudetach oraz w Tatrach. Eksploatowana w miejscowości Ogorzelec, oraz Piławie Górnej.

## Zastosowanie
Wykorzystywany jest jako kruszywo łamane przy budowie dróg, linii kolejowych, ostatnio jako kamień ozdobny do urozmaicania ogrodów.